# Hedychium bipartitum
Hedychium bipartitum là một loài thực vật có hoa trong họ Gừng. Loài này được G.Z.Li mô tả khoa học đầu tiên năm 1985.